# IPP Trophy 2007
L'IPP Trophy 2007 è stato un torneo di tennis facente parte della categoria ATP Challenger Series nell'ambito dell'ATP Challenger Series 2007. Il torneo si è giocato a Ginevra in Svizzera dal 20 al 26 agosto 2007 su campi in terra rossa.

## Vincitori

### Singolare
Jurij Ščukin ha battuto in finale  Jesse Huta Galung con il punteggio di 6–3, 6–2

### Doppio
Sebastián Decoud /  Jurij Ščukin hanno battuto in finale  James Cerretani /  Olivier Charroin con il punteggio di 6–3, 6(4)–7, [10-4]